# أتلانتيك دايفينج سبلاي
أتلانتيك دايفينج سبلاي هي شركة مقاولات أمريكية وواحدة من أكبر 100 شركة مقاولات للحكومة الفيدرالية الأمريكية. تعمل الشركة في مجال بيع المعدات العسكرية ويقع مقرها في فيرجينيا بيتش، فيرجينيا. في عام 2019، احتلت المرتبة 24 من حيث أكبر المتعاقدين مع الحكومة الفيدرالية.